# 단구서원 (경주시)
단구서원 (경주시)(龜山書院)은 대한민국 경상북도 경주시에 위치한 조선 시대의 서원이다. 1862년에 창건되었으며, 이세기(李世基), 이천(李蒨), 이종윤(李從允)을 제향하고 있다.